# سیتروئن سی-الیزه
سیتروئن سی-الیزه (به انگلیسی: Citroën C-Elysée) یک خودروی کامپکت است که از سال ۲۰۱۲ توسط شرکت سیتروئن تولید می‌شود. این خودرو در نمایشگاه خودروی پاریس سال ۲۰۱۲ معرفی شد. این خودرو شباهت بسیاری با پژو ۳۰۱ دارد، که در همان سال تولید شد. فیس‌لیفت این خودرو در نوامبر ۲۰۱۷ عرضه شد.

## تولید و فروش
سیتروئن سی-الیزه در بازارهای اسپانیا، پرتغال و یونان عرضه شد. در سال ۲۰۱۴ تولید و فروش سیتروئن سی-الیزه در چین توسط شرکت سرمایه‌گذاری مشترک دانگ‌فنگ پژو سیتروئن آغاز شد و این خودرو به عنوان جانشین سیتروئن الیزه در این کشور معرفی گشت. در سال ۲۰۱۴، عرضهٔ این محصول در ایتالیا، آلمان و فرانسه نیز آغاز گردید.

## مشخصات فنی
سی-الیزه از لحاظ موتوری کاملاً شبیه به پژو ۳۰۱ است. یک موتور ۱٫۶ لیتری به توان ۹۰ اسب‌بخار و یک موتور ۱٫۶ لیتری دیگر با ۱۱۵ اسب‌بخار موتورهای این خودرو را تشکیل می‌دهند. همچنین مشتری حق انتخاب دارد که دو گیربکس ۵ دنده دستی یا ۶ دنده خودکار را برای خودروی خود انتخاب کند.

## نگارخانه

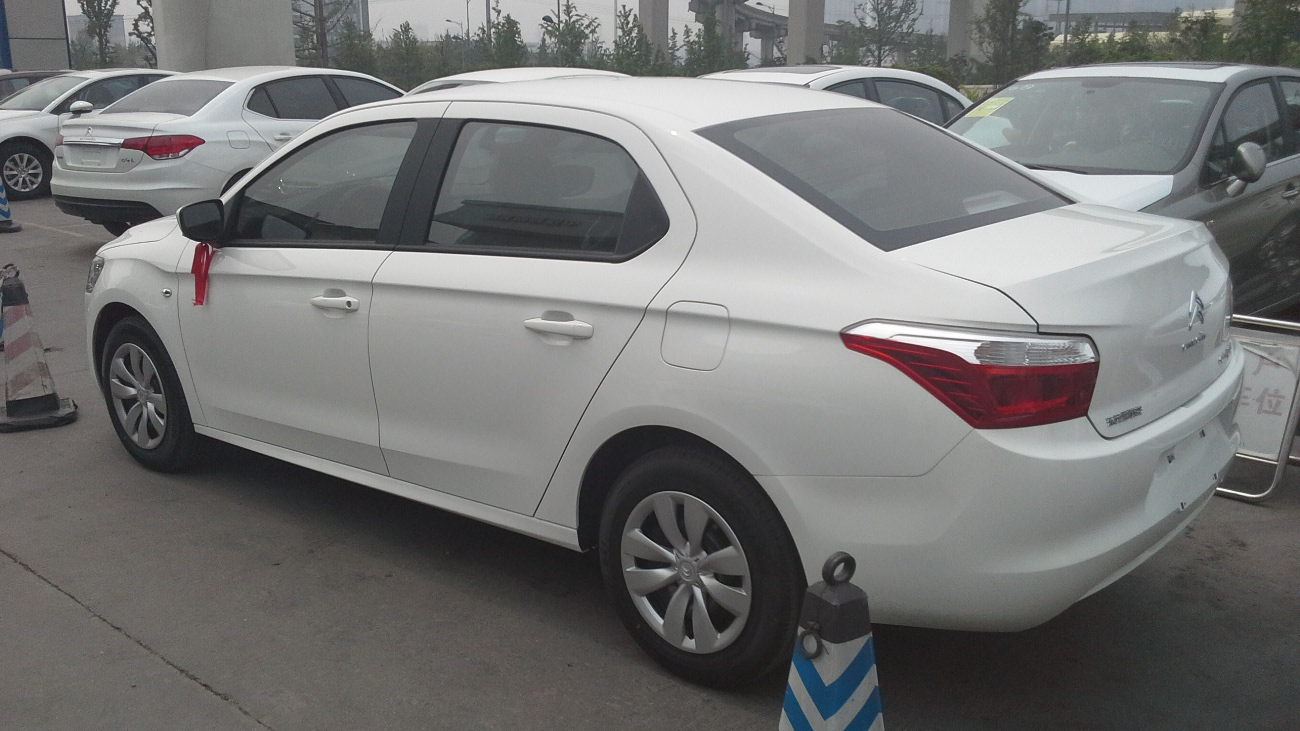
نمای پشت
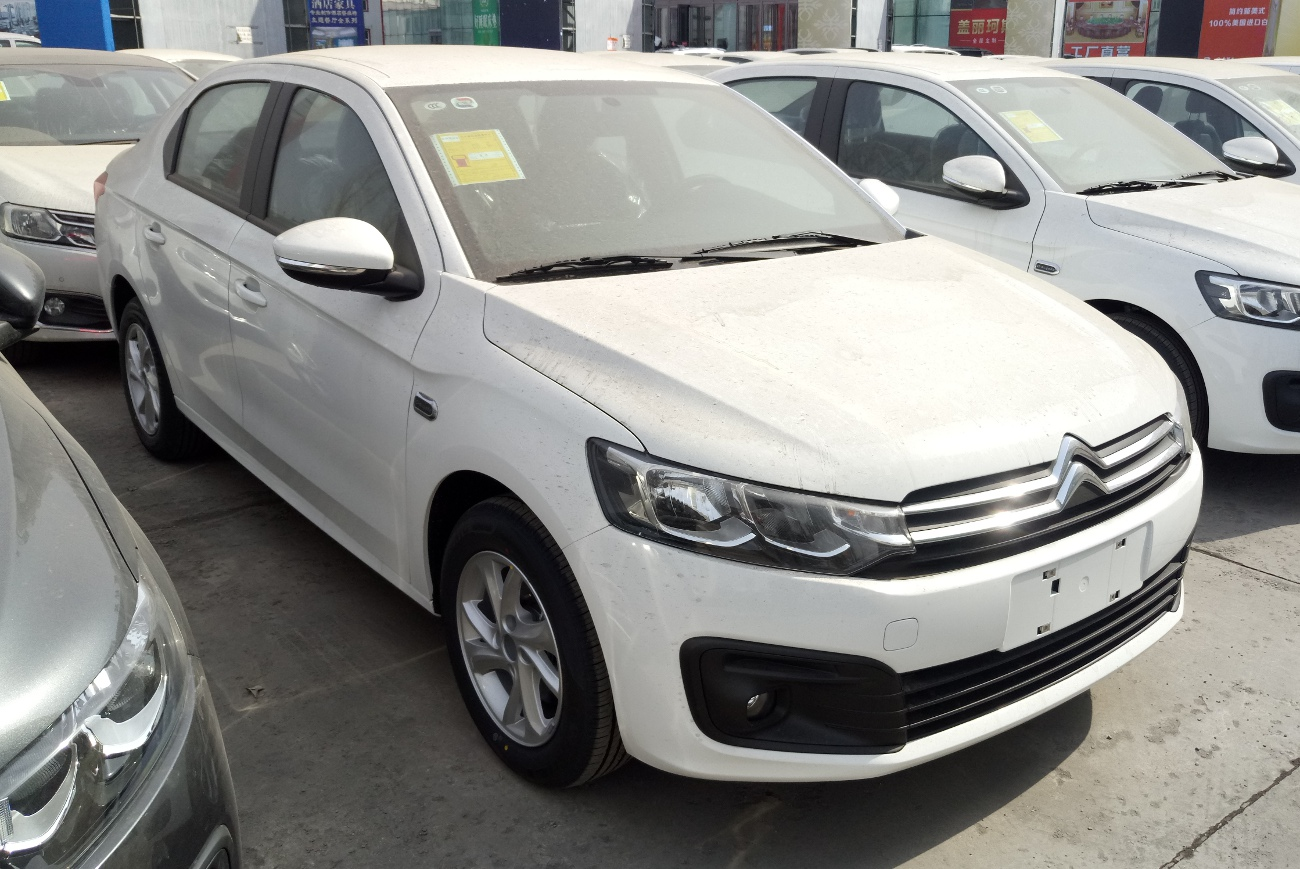
فیس‌لیفت ۲۰۱۷ چین
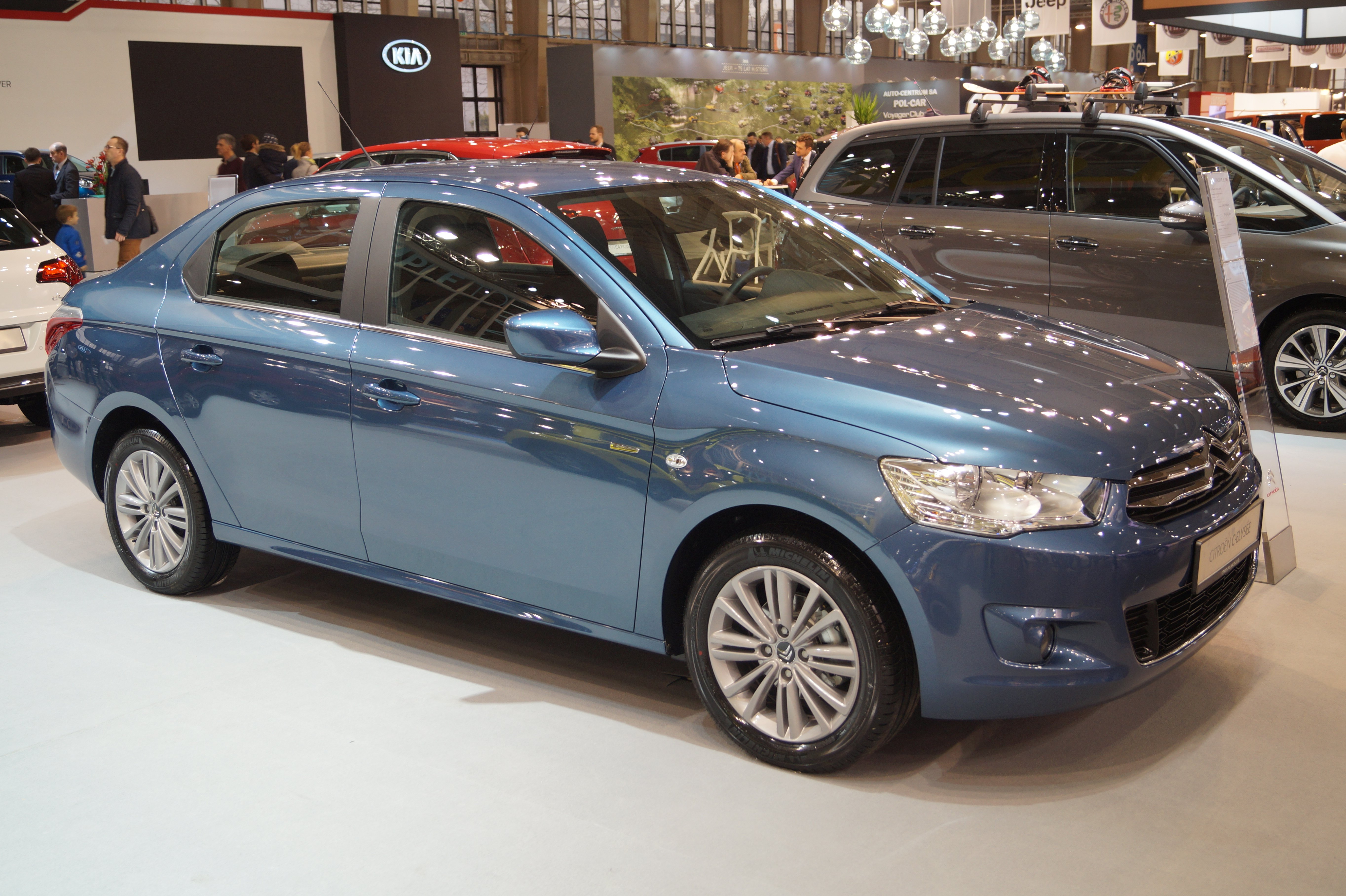
در نمایشگاه
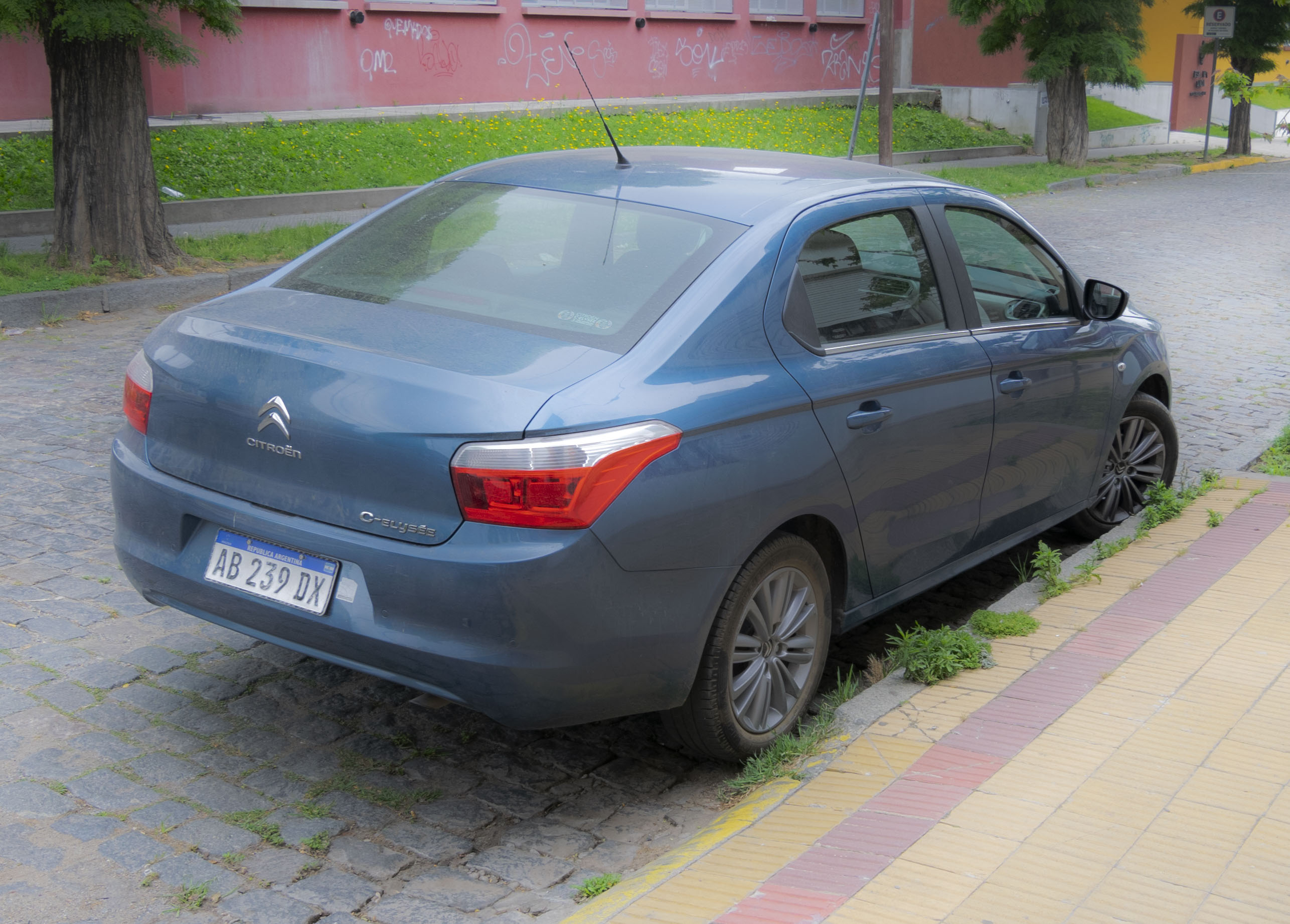
در تاندیل، آرژانتین
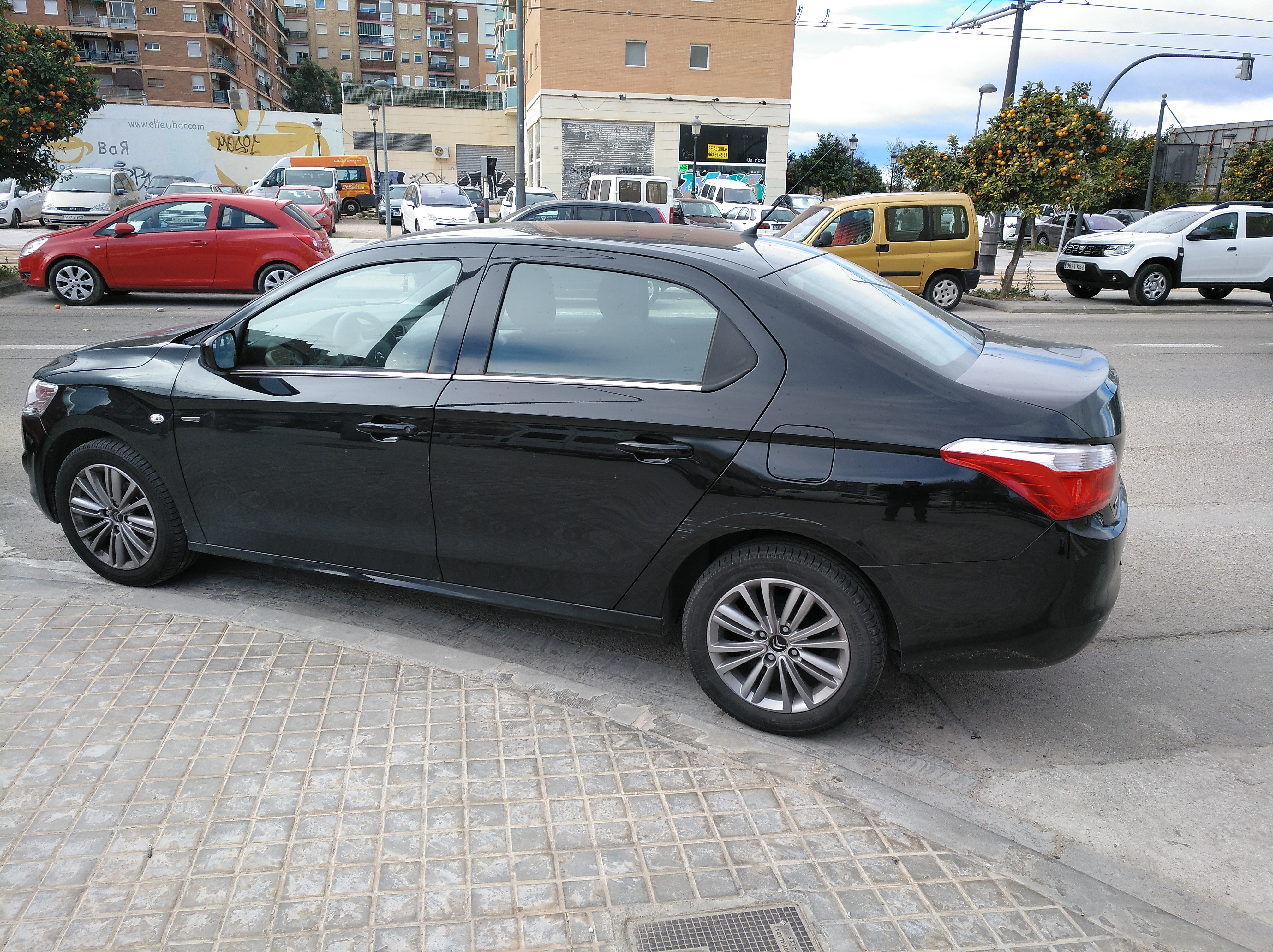
در والنسیا، اسپانیا